# Rapolano Terme
Rapolano Terme là một đô thị ở tỉnh Siena trong vùng Toscana, có cự ly khoảng 60 km về phía đông nam của Florence và khoảng 20 km về phía đông của Siena in the area known as the Crete Senesi. Tại thời điểm ngày 31 tháng 12 năm 2004, đô thị này có dân số 4.932 người và diện tích là 83,1 km².
Rapolano Terme giáp các đô thị: Asciano, Bucine, Castelnuovo Berardenga, Lucignano, Monte San Savino, Sinalunga, Trequanda.